# Manoir d'Heudreville
Le manoir d'Heudreville est une demeure datant de la seconde moitié du XVIe siècle, qui se dresse sur le territoire de la commune française d'Heudreville-sur-Eure dans le département de l'Eure, en région Normandie.
Le château est partiellement inscrit aux monuments historiques.

## Localisation
Le manoir d'Heudreville est situé à 400 m au sud-est de l'église Notre-Dame, sur la commune d'Heudreville-sur-Eure, dans le département français de l'Eure.

## Historique
Le manoir est construit dans la seconde moitié du XVIe siècle par Jean de Quièvremont et Marie Le Roux.

## Description
La demeure, haute d'un étage en colombage sur rez-de-chaussée en pierre, est revêtue d'une maçonnerie de briques décorée d'arcatures. Toute la distribution intérieure a été transformée en 1773 par la famille de Graveron, à l'exception de l'escalier de pierre.

## Protection
Les façades et toitures ; les pièces suivantes avec leur décor : au rez-de-chaussée, hall d'entrée et salon ; au premier étage, chambres est, nord et ouest ; au second étage, chambre est et la cage d'escalier sont inscrites au titre des monuments historiques par arrêté du 13 novembre 1974.